# Герої знищених імперій
Герої знищених імперій — відеогра у жанрі стратегія в реальному часі / RPG, розроблена компанією GSC Game World і видана компанією GSC World Publishing 6 жовтня 2006 року під Windows.
Гра задумувалася як трилогія, але у зв'язку з невеликим комерційним успіхом вийшла тільки перша частина. Однак, «Герої знищених імперій» отримала досить непогані оцінки критиків.
Одним з авторів сюжету та супутніх книг був письменник Ілля Новак (справжнє ім'я — Андрій Левицький).

## Ігровий процес
Гра має стратегічну і рольову частини. Стратегічна частина нагадує серію ігор «Козаки». Гравець може створювати війська для боротьби з супротивниками, заразом розвиваючи свою економіку і героя. Рольова концентрується на використанні і розвитку героїв. В ході гри можна переключитися з одного стилю на інший.

### Ігрові раси
Усього існує 4 ігрові раси:
- Ельфи — мають в своєму розпорядженні численних мешканців лісу і за кількістю воїнів поступаються лише нежиті, але мають небагато сильних воїнів для ближнього бою.
- Кріальці — мешканці льодових долин, які поєднують магію і фізичну силу. Однак, на створення їхніх юнітів затрачається багато часу. Війська кріальців програють в швидкості більшості юнітів інших рас, але відрізняються силою.
- Механіки — раса гномів, яка однаково користується магією і механікою. В арсеналі має велику кількістю машин і механічних істот. Піхота механіків складається з добре навчених стрільців, здатних з однаковим успіхом битися як на відстані, так і в ближньому бою.
- Нежить — завдяки чорній магії чаклуни Нежиті вміють піднімати померлих воїнів і прикликати істот з потойбічного світу. Це дозволяє створювати найчисленніші армії з-поміж усіх рас. Зворотним боком є вразливість Нежиті, в тому числі до деяких видів зброї (наприклад, перевертні і вампіри), низька швидкість пересування.

### Герої
У грі в кожній з чотирьох рас є по три героя (воїн, слідопит, або маг), що відрізняються стартовими характеристиками, типом атаки і особливими уміннями. Герої мають по кілька життів, що позначається серцями біля їхніх портретів. Розвитком героїв можна керувати, зробивиши, наприклад, мага воїном ближнього бою, що зі старту не є характерним для нього. Добре розвинений герой може замінити собою армію. Разом з тим кожному героєві доступне закляття, що тимчасово виводить його з ігрового процесу, але прикликає робітників, які зводять базу, де набирається армія. Від рівня героя залежить кількість прикликаних робітників, а отже, і швидкість побудови і продуктивність бази.
- Воїни — витривалі і сильні, відрізняються високим рівнем регенерації. В основному спеціалізуються на ближньому бою і можуть атакувати зразу кількох противників. У воїнів найбільше аур, але менше можливостей використовувати магічні заклинання.
- Слідопити — схильні до застосування магії і володіють меншим захистом, ніж воїни. Слідопити дуже рухливі, вміють вистежувати противників і влаштовувати засідки. Багато з них використовують зброю для дистанційної атаки, наприклад лук. Швидкість відновлення мани у слідопитів більше, ніж у воїна, хоча і поступається такій у мага.
- Маги — за силою атаки, витривалістю і швидкістю поступаються воїнам та слідопитам, але більше за інших вправні в магії. Магам доступно найменше аур, зате найбільше заклинань, в тому числі для дистанційної атаки[6].

## Сюжет
Ельфійський воїн Ельхант, почувши, що місто його народу Світанок атакують орки, спішить туди на допомогу. Дорогою він зустрічає ельфів, які тікають з міста, що вже пало, і дізнається, що насправді нападниками була Нежить. Не бажаючи миритись з поразкою, він іде назустріч ворогові. Надихнувши своїм прикладом кількох бійців і врятувавши ента Ясеня, Ельхант прикриває відступ з міста. Ельфа Лана верхи на грифоні рятує Ельхата з атакованої Нежиттю башти.
Монфор, батько Лани, вражений хоробрістю Ельханта, але разом з тим сварить його за жертвування солдатами заради цивільних. Він відсилає Ельханта до міста Твердокамінь розшукати бійців, де друїд дає перші закляття. Ельхант знаходить війська, але їхній лідер просить розшукати зниклу напередодні дружину, на що той погоджується. Неподалік він знаходить чорних магів, які піднімають мерців, серед яких і зникла жінка. Подолавши на шляху гоблінів, Ельхант дізнається про якогось небаченого звіра в околицях. В пошуках цієї істоти він допомагає кентаврам. Потім він визволяє фей з полону некромантів і отримує наказ Монфора повертатися з зібраною армією. Біля Твердокаменя виявляється кладовище, звідки Нежить і бере мерців, Монфор наказує атакувати його об'єднаною армією. Однак, Ельхант відхиляє наказ, щоб покінчити з місцевим повелителем Нежиті своїми силами. За підтримки фей Ельхант створює базу, наймає військо і розшукує могутнього ліча, який стоїть за навалою ожилих мерців. Той довго тікає підземеллями, але врешті гине від стріл Ельханта, котрий доповідає Монфору про те, що об'єднувати армії, як він і казав, не потрібно.
Монфор визнає, що Ельхант герой, але не терпить вільнодумства в армії, тому дає йому непосильне завдання — переконати друїдів приєднатися в боротьбі з Нежиттю. Дорога до друїдів закрита воротами, які можна відкрити тільки ключем, що знаходиться в гобліна-торговця. Гоблін в свою чергу хоче обміняти ключ на рукавиці злого орка, що живе недалеко звідти. Ельхант дістає рукавиці та отримує ключ. Друїди не збираються допомагати у війні, хоча, погоджуються на деяку допомогу, якщо Ельхант переможе тутешнього лідера Нежиті, невразливого до їхньої магії. Ельф долає його, після чого друїди стають на його бік.
Друїди повідали, що в армії дуже допоможуть пегаси, яких і вирушає розшукувати Ельхант. Не маючи змоги переправитися через воду, він розбудовує табір, відбиває напади ворогів, після чого таки добирається до острова, де може отримати пегасів. В обмін на руйнування храму Нежиті він отримує цих істот.
Коли Ельхант повертається, застає військо Монфора у відступі, а самого воєначальника пораненим. Той дає завдання добути ресурси, щоб мати змогу побудувати базу і затримати наступаючу Нежить. Друїд Дрелнор створює магічні портали, але на це потрібен час. Ельхант з Ланою обороняються, поки створення порталів не завершується і ельфи можуть відступити крізь них.
Війська ельфів врятувалися, але виявилися розкиданими різними місцями. Ельхант опинився один в лісі, наповненому вороже налаштованими істотами. Він знаходить загублених солдатів та Дрелнора. Атакувавши укріплення Нежиті, він зустрічається з Ланою.
Монфор збирає всі наявні сили, щоб покласти край ворожим нападам. Від друїда Ельхант дізнався про Оракула, здатного перемогти зло, який є десь в цих землях. Монфор не вірить в його існування, тому Ельхант іде шукати Оракула сам. Після низки сутичок з Нежиттю він знаходить Оракула, який розповідає про Корону Октона, сховану під Горою Світу. В підземеллях Ельхант знаходить Корону, за яку саме билися Нежить і лавові демони. Йому вдається винести Корону і зустрітися з Ланою, яка втекла від батька. Дрелнор, побачивши артефакт, пояснює, що в Короні немає перлин, без яких вона не подіє.
Ельхант йде шукати перлини. За вказівками друїдів, одна є в Механіків. Ельхант надає їм допомогу в боротьбі з племенем Солів. За перлиною полюють і Соли, тому гноми раді віддати дорогоцінність Ельханту, та дають йому дирижабль «Летючий Ковчег» для продовження пошуків інших перлин.
Дирижабль летить в землі Кріальців, але його обганяє літаючий острів Солів Шамбала. Кріальці не бажають віддавати перлину, але її викрадають Соли, тепер її так чи інакше потрібно повернути. Ельхант висаджується на літаючий острів, де отримує інформацію про місце переховування перлини — піраміду Універсалу, вхід куди охороняє сильна сторожа, щоправда, в неї є і секретний вхід. З боями заволодівши двома перлинами, схованими в піраміді, Ельхант покидає Шамбалу на дирижаблі Механіків.
Поки Ельхант шукав перлини, Монфор загинув, а ельфи перебувають в скрутному становищі. Лана організовує евакуацію. Останньою перлиною володіє владика Нежиті на ім'я Некрос Черомр. Некрос з величезним військом наступає на армію ельфів. Ельхант відбиває їхні атаки хвиля за хвилею, поки не прибуває сам Некрос. Здолавши володаря Нежиті, він забирає останню перлину і передає її друїду. Поки проводиться ритуал з Короною, слід протриматися ще кілька хвилин. Коли Ельхант наказує відступати до Летючого Ковчега, магічний вибух від Корони знищує всю Нежить, але разом з нею і навколишні землі, які йдуть під воду. Живими залишаються тільки ті Ельфи, які добралися до Ковчега. Зло переможене, але тепер Ельфам доведеться шукати новий дім.

## Рецензії
Найбільший російський портал ігор Absolute Games поставив грі 62 %. Оглядач зазначив цікавий багатокористувацький режим, а в недоліки відніс слабку графіку і стратегічний режим. Вердикт:
|  | Бюджетний варіант SpellForce. Авторам не варто було зводити RPG-складову до лінійних діалогів і примітивного прокачування. Та й у стратегічному плані не все так гладко, як хотілося б. Словом, ні риба ні м'ясо |

Журнал «Ігроманія» поставив грі 8 балів з 10-ти, зробивши такий висновок:
|  | Несподівано приємна гра, що реанімує давно забуті відчуття. Відчуття, які ми відчували від російських ігор в кінці 90-х |

## Супутня продукція
Впродовж 2005—2007 років автором сюжету «Героїв знищених імперій» були написані супутні книги, події яких відбуваються в тому ж світі, що і події гри, Аквадорі: «Заради всіх гріхів світу» (2005), «Некромагія» (2006), «Магія крові» (2006), «Битва дерев» (2006), «Криві крила» (2006), «Блискучий світ» (2007) і «Техноготика» (2007).